# 辽野豌豆
辽野豌豆（学名：Vicia ramuliflora f. abbreviata）为豆科野豌豆属北野豌豆下的一个变型。